# Marcel Cabon
Pour les articles homonymes, voir Cabon.
Marcel Cabon, (pseudonyme, Jacques Marsèle) est un écrivain, journaliste et poète mauricien, né le 29 février 1912 à Curepipe et mort le 31 janvier 1972.

## Biographie
Le jeune Cabon grandit dans le village de Petite Rivière, dans l'ouest de l'île. Il commença sa carrière d'écrivain en 1931 avec la publication de ses premiers vers dans L'Essor. Il embrassa une carrière de journaliste et en tant que tel se rendit à Madagascar entre 1946 et 1947 pour un séjour plus ou moins mouvementé. Les journalistes locaux ne lui avaient pas réservé un accueil chaleureux. Les autorités finirent par le déporter en 1947 vers Maurice. De ce séjour, Marcel Cabon va s'inspirer pour écrire Kélibé-Kéliba en 1956.
Après un passage à la radio comme présentateur, il revint à la presse écrite où il gravit les échelons pour devenir rédacteur en chef du Mauricien en 1956. Par la suite, il occupa les mêmes fonctions au quotidien Advance, journal pro-travailliste. Ses collaborateurs se souviennent de lui comme un homme d'une discipline de fer, d'une rigueur impressionnante.
C'est surtout son roman Namasté qui a assuré à Maurice la réputation littéraire de Marcel Cabon. Le héros en est un jeune Indo-Mauricien, Ram, qui est vite devenu l'âme du village où il est installé, sur un lopin de terre dont il a hérité. Il encourage les paysans à s'entraider, à construire une école, à ouvrir une route. Mais sa femme meurt, tuée par l'écroulement de sa maison lors d'une terrible tempête tropicale. Ram perdra la raison. Namasté fut réédité en 1981, suivi de nombreux retirages, pour répondre aux besoins de l'enseignement qui a inscrit ce roman à ses programmes.
Il abandonna la direction d'Advance, pour devenir le Chef du Service de l'Information de la Radio-Télévision Mauricienne, ancêtre de la Mauritius Broadcasting Corporation, en 1970.